# Тарасовка (Кагарлыкский район)
Тарасовка (укр. Тарасівка) — село, входит в Кагарлыкский район Киевской области Украины.
Население по переписи 2001 года составляло 59 человек. Почтовый индекс — 09242. Телефонный код — 4573. Занимает площадь 0,824 км². Код КОАТУУ — 3222282003.

## Местный совет
09244, Київська обл., Кагарлицький р-н, с.Горохуватка, вул.Радянська,1а, тел.  (укр.)